# Petr III. Ruský
Petr III. Fjodorovič (rusky Пётр III Фёдорович, původním jménem Karel Petr Ulrich Holštýnsko-Gottorpský; 10. únorajul./ 21. února 1728greg., Kiel, Prusko – 6. červencejul./ 17. července 1762greg., Ropša u Sankt Petěrburgu), byl holštýnsko-gottorpský vévoda, vnuk Petra I. Velikého, který se roku 1762 stal ruským carem. Byl zakladatel romanovsko-holštýnsko-gottorpské dynastie ruských carů.

## Kruté dětství
Petrova matka, Anna Petrovna Romanovová, dcera cara Petra Velikého, zemřela pouhé tři týdny po narození svého syna. Jeho otec Karel Fridrich Holštýnsko-Gottorpský, od té chvíle malého Petra zanedbával a o jeho výchovu se starali určení učitelé a vychovatelé. Petr byl vychováván velmi tvrdě, často byl šikanován a trápen nejen svými vychovateli, ale i služebnictvem. Za sebemenší neposlušnost následovalo bití, několik hodin trvající klečení v koutě nebo dlouhodobé odpírání potravy. Tyto výchovné metody se podepsaly na chlapcově zdraví – neustále trpěl horečkami, křečemi a často upadal do bezvědomí. Když mu bylo jedenáct let, zemřel i jeho otec a chlapcovým poručníkem se stal strýc, evangelický biskup v Lübecku. Ani on se o dítě nestaral a vychovatelem zůstal i nadále hrabě Otto Fridrich Brümmer, hlavní strůjce tvrdých výchovných metod. Když se v Rusku dostala v roce 1741 k moci Alžběta Petrovna, Petrova teta, určila za svého nástupce právě tohoto svého třináctiletého synovce. Ten dorazil do Petrohradu v přísném utajení v lednu 1742 a nenáviděný vychovatel hrabě Brümmer tam dorazil s ním. Hrabě Brümmer se ale musel později o výchovu svého svěřence podělit s chápavějším a laskavějším profesorem filosofie Jakobem von Stählin. Petr se začal ve své nové vlasti učit rusky, vzdělávat se v pravoslavné víře, dějinách, zeměpise a technice. Největší zájem ale projevoval o hudbu a naučil se výborně hrát na housle. Ruština a pravoslavná víra mu k srdci příliš nepřirostly a Petr dával po celý svůj další život nepokrytě najevo svůj odpor ke všemu ruskému, což mu na popularitě nepřidalo. Jeho největší vášní pak byla armáda, vojenská cvičení a vojenské přehlídky. V roce 1742 přestoupil k pravoslaví, přijal jméno Petr Fjodorovič, titul velkoknížete a careviče. V roce 1743 dorazila do Ruska delegace ze Švédska a nabídla Petrovi švédskou královskou korunu, o kterou Petr vždy stál mnohem víc než o korunu carskou. Jeho teta, carevna Alžběta I. Petrovna, mu ale nakázala švédský trůn odmítnout, což její zoufalý synovec poslušně udělal. Po tomto velkém zklamání začal Petr propadat nejprve záchvatům agresivity a následně naprosté apatii a sklíčenosti.

## Sňatek
V roce 1744 byla pro mladého Petra vybrána nevěsta, jeho sestřenice Žofie Frederika z Anhalt-Zerbstu. Zpočátku choval Petr ke své budoucí snoubence Žofii náklonnost a považoval ji za jedinou spřízněnou duši u carského dvora. Žofie udělala velmi dobrý dojem na celé okolí, jelikož byla pravým opakem svého budoucího manžela, perfektně se naučila rusky a radostně a ochotně přijala pravoslavnou víru a své nové jméno, Kateřina Alexejevna. S určitou nelibostí pohlížela Žofie na Petrovu nejmilovanější zálibu. Přestože mu bylo šestnáct let, trávil její snoubenec celé dny tím, že si hodiny hrál s dřevěnými vojáčky. Když už mu nestačily dřevěné figurky, navlékl do uniforem sloužící a dával jim vojenské rozkazy. Na podzim roku 1744 dostal Petr neštovice, které měly velmi těžký průběh a silně poznamenaly jeho do té doby líbeznou tvář. Žofie (teď už Kateřina Alexejevna) svému snoubenci a jeho povaze vůbec nerozuměla a nyní ho navíc neshledávala už ani příliš přitažlivým. Petr se uzavřel před světem, žil jen ve společnosti svého služebnictva a propadl alkoholu. Svatba Petra a Kateřiny Alexejevny proběhla 21. srpna 1745. Po svatbě spolu manželé nežili, Kateřina trávila většinu času na zámku v Petěrgofu a Petr zase na svém zámku Oranienbaum. Až do roku 1752 spolu nežili ani intimně, jelikož Petr trpěl fimózou (zúžená předkožka). V roce 1752 ale podstoupil jednoduchou operaci a manželství bylo konečně naplněno. Jejich první dítě zemřelo při potratu, ale 20. září 1754, devět let po sňatku, přivedla Kateřina na svět syna Pavla. Zda byl jeho otcem skutečně Petr, je dnes předmětem spekulací – jako skutečný otec je většinou uváděn Kateřinin milenec Sergej Saltykov. Stejné pochybnosti měl Petr i ohledně svého dalšího dítěte, dcery Anny. Těsně před jejím narozením, 9. prosince 1757, Petr prohlásil: „Nevím, kde moje žena ta svá těhotenství bere.“ Tentokrát byl zřejmě[zdroj?] skutečným otcem dítěte další Kateřinin milenec Stanislav August Poniatowski.

## Car Petr III.
Carevna Alžběta I. Petrovna zemřela 5. ledna 1762 a její synovec Petr se ještě téhož dne stal carem Petrem III. Armáda mu složila přísahu věrnosti a on se naplno věnoval vladařským povinnostem. Petr III. se projevil jako vládce tolerantní a velkorysý. Zrušil zničující daň ze soli a zakázal mučení při výsleších. Povolil návrat všem, které jeho předchůdkyně na trůně vyhnala ze země. Chtěl také osvobodit léta uvězněného a sesazeného cara Ivana VI., ale ten byl již tehdy v tak špatném zdravotním a psychickém stavu, že to nemělo smysl. Postaral se tedy o to, aby bylo s Ivanem konečně slušně zacházeno. Petr dále vydal zákon o svobodě šlechty: ruští šlechtici se tak mohli konečně sami rozhodnout, jak budou žít a zda budou či nebudou chtít sloužit státu jako úředníci nebo vojáci. Směli dokonce bez povolení vycestovat do zahraničí, což do té doby nebylo možné.
Dalším opatřením bylo zrušení obávané „tajné“ kanceláře, jejímž úkolem bylo vyšetřovat přečiny proti panovníkovi. Vyhlásil také náboženskou svobodu, čímž si zajistil nenávist mocné pravoslavné církve. Chystal se také zrušit nevolnictví, ale na to už mu nebyl dopřán čas.
V roce 1762 se dopustil zásadní politické chyby, když během sedmileté války uzavřel mír s nepřítelem Ruska, tehdy již téměř poraženým pruským králem, Fridrichem II. Velikým, kterého osobně bezmezně obdivoval. Veškeré dohody s dosavadními spojenci, Francií a Rakouskem, byly zrušeny a bylo navázáno spojenectví s Pruskem. Petr tak zachránil Prusko před jistou zkázou. Není divu, že Fridrich II. Veliký se o carovi vyjádřil jako o svém „nejlepším ministrovi“. Příklon k Prusku a obdiv ke všemu německému vyvolaly proti carovi v ruském prostředí brzy velký odpor.
Kateřina, která dávala okázale najevo smutek nad smrtí carevny Alžběty a kterou chtěl její manžel, který se s tím nijak netajil, poslat do kláštera, aby se mohl znovu oženit, získávala naproti tomu stále větší sympatie. V červnu vytáhlo ruské vojsko proti Dánsku, od kterého chtěl Petr získat část Šlesvicka, které původně patřilo k Petrovu rodnému Holštýnsku. Toto tažení bylo ale zanedlouho zastaveno, jelikož 28. června 1762 došlo v Rusku ke státnímu převratu a car Petr III. byl v Oranienbaumu zatčen.
Jeho manželka převzala vládu a vstoupila do historie jako carevna Kateřina II. Veliká. Při zatýkání Petr nekladl odpor, podepsal abdikační prohlášení a nechal se odvézt do loveckého zámečku Ropša. Po nedlouhém věznění byl svržený car zabit při hádce s důstojníky, kteří ho ve vězení střežili. Jeho smrt byla připsána na vrub Kateřině – Petr byl buď zabit přímo na carevnin rozkaz, nebo její příznivci, gardisté, vytušili carevnino nevyslovené přání zbavit se nepohodlného a svrženého legitimního vládce a postarali se o Petrův konec. V každém případě však viníci Petrovy smrti nebyli potrestáni, ale naopak všechny čekala odměna. Strůjce převratu Alexej Grigorjevič Orlov, který velel vězeňské stráži, se svým bratrem a carevniným milencem Grigorijem a dalšími, byl například povýšen do hraběcího stavu. Oficiálně vysvětlila Kateřina Petrovu smrt ve veřejném ukazu častými hemoroidními záchvaty, před jejichž fatálním následkem se ho nepodařilo přes péči lékaře zachránit.
Po carově smrti se objevilo několik samozvanců, kteří prohlašovali, že jsou zázračně zachráněným Petrem. Nejznámějším z nich byl Jemeljan Pugačov, vůdce rozsáhlého povstání v letech 1773–1774.
Hodnocení Petrovy osobnosti je velmi rozporuplné. Mnohé se o něm dozvídáme z Pamětí carevny Kateřiny II., která manžela líčí jako neschopného a duševně nevyzrálého až méněcenného jedince. Někteří zahraniční vyslanci u petrohradského dvora jej však viděli zcela opačně a považovali ho za velmi inteligentního člověka. Faktem je, že Kateřina psala své paměti až na konci své vlády a měla důvod vylíčit svého předchůdce na trůně ve špatných barvách, aby odůvodnila jeho svržení.